# Araneoidea
Araneoidea – nadrodzina z Infrarzędu Araneomorphae. Araneoidea obejmuje 15 rodzin i 11155 gatunków.

## Rodziny
- Anapidae
- Araneidae
- Cyatholipidae
- Linyphiidae
- Mysmenidae
- Nephilidae
- Nesticidae
- Pimoidae
- Sinopimoidae
- Symphytognathidae
- Synaphridae
- Synotaxidae
- Tetragnathidae
- Theridiidae
- Theridiosomatidae